# Preglov trg, Ljubljana
Preglov trg je eden izmed trgov v Ljubljani.

## Zgodovina
Leta 1993 je bil dotedanji Leninov trg preimenovan v Preglov trg.

## Urbanizem
Trg se nahaja v Novih Fužinah in sicer na območju med Gašperšičevo, Rusjanovim trgom in Zaloško cesto; del trga v obliki ceste poteka preko mostu čez Ljubljanico in se konča v T-križišču s Trpinčevo ulico.